# 韦尔讷伊 (涅夫勒省)
韦尔讷伊（法語：Verneuil，法語發音：[vɛʁnœj]）是法国涅夫勒省的一个市镇，位于该省南部偏东，属于讷韦尔区。

## 地理
韦尔讷伊（46°52'1"N, 3°34'11"E）面积26.86 平方千米，位于法国勃艮第-弗朗什-孔泰大區涅夫勒省，该省份为法国中部省份，北至约讷省，西北接卢瓦雷省，西接谢尔省，南至阿列省，东南接索恩-卢瓦尔省，东临科多尔省。
与韦尔讷伊接壤的市镇（或旧市镇、城区）包括：迪耶讷-欧比尼、塞西拉图尔、尚韦尔、沙兰、圣伊莱尔方丹。

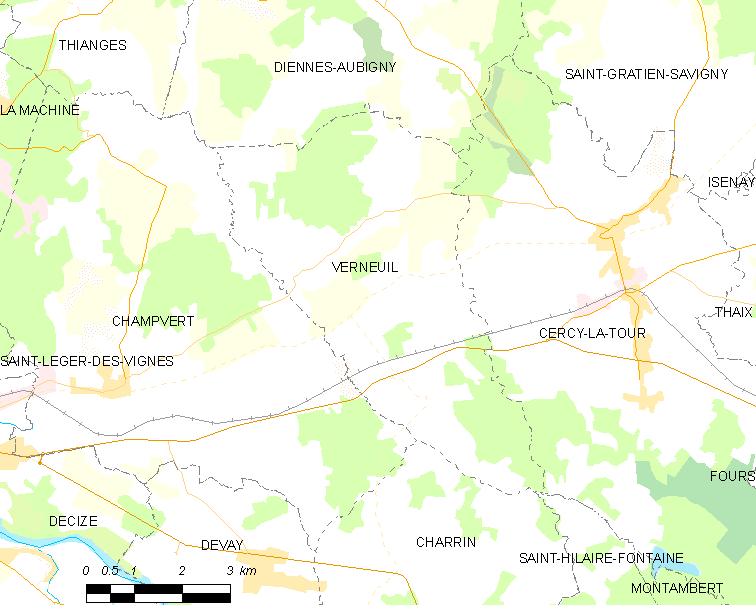
的OSM定位图

韦尔讷伊的时区为UTC+01:00、UTC+02:00（夏令时）。

## 行政
韦尔讷伊的邮政编码为58300，INSEE市镇编码为58306。

## 政治
韦尔讷伊所属的省级选区为德西兹县。

## 人口

1962-2008年间人口变化图示

韦尔讷伊于2022年1月1日时的人口数量为276人。